# Видаль, Жан-Пьер
Жан-Пьер Видаль (фр. Jean-Pierre Vidal, 24 февраля 1977, Сен-Жан-де-Морьен) — французский горнолыжник, выступавший за сборную Франции с 1998 по 2006 год. Принимал участие в двух зимних Олимпийских играх и в 2002 году, соревнуясь в программе слалома, удостоился золотой медали Солт-Лейк-Сити. В честь его победы названа одна из горнолыжных трасс в Ле Сибель.
В молодости специализировался на скоростном спуске, однако после повреждения колена решил переключиться на слалом и гигантский слалом, в которых и одержал львиную долю своих побед. Видаль шесть раз становился призёром этапов Кубка мира, в том числе трижды был третьим, один раз вторым и дважды первым. Пять раз выигрывал первенство страны, по итогам чемпионата мира в Бормио награждён бронзовой медалью.
В 2006 году вместе со сборной Франции поехал на Олимпиаду в Турин, но 24 февраля во время тренировки получил перелом предплечья, из-за чего вынужден был сняться с соревнований. Днём позже Видаль объявил о завершении спортивной карьеры.